# Simona Křivánková
Simona Křivánková (* 6. August 1983 in Brünn als Simona Vykoukalová) ist eine tschechische Triathletin, mehrfache tschechische Meisterin und Vizeeuropameisterin Triathlon Langdistanz (2016).

## Werdegang
Simona Křivánková ist seit 2002 im Triathlon aktiv und startet seit 2015, vorwiegend auf der Mittel- und Langdistanz im Rahmen der Challenge Serie, als Profi.
Im Juni 2016 wurde sie Nationale Meisterin auf der Triathlon-Langdistanz und fünf Wochen später in Polen Vizeeuropameisterin Triathlon Langdistanz, welche im Rahmen der Challenge Poznan ausgetragen wurden.
2017 wurde Křivánková auf der Langdistanz jeweils Zweite bei der Challenge Venice und der Challenge Regensburg.
Im September 2018 gewann die damals 35-Jährige den Austria-Triathlon in Podersdorf und wurde im November Zweite beim Ironman Malaysia.
Im Juni 2019 gewann Křivánková erneut die tschechischen Meisterschaften auf der Langdistanz. Im Oktober 2019 wurde sie Dritte beim Ironman Malaysia.
2020 wurde sie beim Austria-Triathlon Zweite.
2021 wurde Simona Křivánková tschechische Meisterin auf der Mittel- und Langdistanz. Bei der Weltmeisterschaft auf der Triathlon Langdistanz belegte sie im September den zehnten Rang.

### Privates
Sie ist seit 2014 verheiratet mit dem Triathleten Josef Křivánek und die beiden haben eine 2014 geborene Tochter.

## Sportliche Erfolge
| Datum/Jahr    | Rang | Wettbewerb                                           | Austragungsort | Zeit       | Bemerkung                                                                             |
| ------------- | ---- | ---------------------------------------------------- | -------------- | ---------- | ------------------------------------------------------------------------------------- |
| 16. Okt. 2021 | 15   | Challenge Peguera Mallorca                           | Peguera        | 04:40:44   |                                                                                       |
| 4. Sep. 2021  | 1    | Czechman                                             | Staré Ždánice  | 04:32:22   | [ 11 ]                                                                                |
| 28. Aug. 2021 | 1    | CZE Middle Distance Triathlon National Championships | Polnička       | 05:04:49   | im Rahmen des Pilman Triathlon                                                        |
| 30. Mai 2021  | 19   | Challenge St. Pölten                                 | St. Pölten     | 04:56:58   |                                                                                       |
| 9. Mai 2021   | 13   | Challenge Riccione                                   | Riccione       | 05:00:02   |                                                                                       |
| 27. Juli 2019 | 6    | Challenge Prague                                     | Prag           | 04:41:50   |                                                                                       |
| 17. Juni 2018 | 4    | Challenge Heilbronn                                  | Heilbronn      | 04:35:47   | auf der Mitteldistanz                                                                 |
| 13. Mai 2018  | 1    | Austrian 1/2 Iron Triathlon                          | Mureck         | 04:13:07,4 | am Röcksee, neben Till Schramm                                                        |
| 8. Juni 2015  | 1    | Linz-Triathlon                                       | Linz           | 04:59:39   | Siegerin der elften Austragung (1,9 km Schwimmen, 90 km Radfahren und 21,1 km Laufen) |
| 9. Juli 2011  | 2    | Mammothman Triathlon                                 | Česká Lípa     | 05:19:41   | hinter Kristína Neč-Lapinová (1,9 km Schwimmen, 93 km Radfahren und 21,1 km Laufen)   |
| 4. Juni 2011  | 3    | Czechman Triatlon                                    | Tschechien     | 04:49:34.7 |                                                                                       |
| 4. Sep. 2011  | 1    | Königsdorfer Triathlon                               | Königsdorf     |            | Zweiter Sieg im Burgenland auf der Mitteldistanz                                      |
| 5. Sep. 2010  | 1    | Königsdorfer Triathlon                               | Königsdorf     |            | Mitteldistanz (2,1 km Schwimmen, 90 km Radfahren und 20 km Laufen)                    |
| 18. Mai 2008  | 24   | ITU Triathlon European Cup                           | Brünn          | 02:25:16   | hinter Radka Vodičková                                                                |

| Datum/Jahr    | Rang | Wettbewerb                                                   | Austragungsort | Zeit     | Bemerkung                                                                                    |
| ------------- | ---- | ------------------------------------------------------------ | -------------- | -------- | -------------------------------------------------------------------------------------------- |
| 15. Sep. 2024 | 12   | ETU Challenge Long Distance Triathlon European Championships | Almere         | 09:42:55 | im Rahmen der Challenge Almere-Amsterdam                                                     |
| 8. Mai 2022   | 2    | TRADEINN 140.INN International Triathlon                     | Girona         | 10:04:52 | hinter der Spanierin Judith Corachán (3,8 km Schwimmen, 180 km Radfahren und 42,2 km Laufen) |
| 12. Sep. 2021 | 10   | ITU Long Distance Triathlon World Championships              | Almere         | 09:17:01 | Weltmeisterschaft auf der Triathlon Langdistanz                                              |
| 19. Juni 2021 | 1    | CZE Long Distance Triathlon National Championships           | Otrokovice     | 09:33:02 | im Rahmen des Moraviaman                                                                     |
| 5. Sep. 2020  | 2    | Austria-Triathlon                                            | Podersdorf     | 08:58:22 |                                                                                              |
| 26. Okt. 2019 | 3    | Ironman Malaysia                                             | Langkawi       | 09:59:28 |                                                                                              |
| 6. Okt. 2019  | 8    | Ironman Barcelona                                            | Calella        | 09:15:59 |                                                                                              |
| 14. Sep. 2019 | 5    | Challenge Almere-Amsterdam                                   | Almere         | 09:21:39 |                                                                                              |
| 18. Aug. 2019 | 6    | Ironman Copenhagen                                           | Kopenhagen     | 09:20:49 |                                                                                              |
| 7. Juli 2019  | 14   | Challenge Roth                                               | Roth           | 09:46:09 |                                                                                              |
| 22. Juni 2019 | 1    | CZE Long Distance Triathlon National Championships           | Otrokovice     | 09:24:19 | im Rahmen des Moraviaman                                                                     |
| 17. Nov. 2018 | 2    | Ironman Malaysia                                             | Langkawi       | 09:55:36 | Zweite hinter Mareen Hufe                                                                    |
| 7. Okt. 2018  | 4    | Ironman Barcelona                                            | Calella        | 09:19:06 |                                                                                              |
| 1. Sep. 2018  | 1    | Austria-Triathlon                                            | Podersdorf     | 09:24:40 | [ 17 ]                                                                                       |
| 1. Juli 2018  | 7    | Ironman Austria                                              | Klagenfurt     | 09:32:06 |                                                                                              |
| 24. Juni 2018 | 7    | Ironman Sweden                                               | Kalmar         | 09:20:48 |                                                                                              |
| 26. Jan. 2018 | 2    | Israman 226                                                  | Eilat          | 11:13:27 | auf der Ironman-Distanz                                                                      |
| 10. Sep. 2017 | 6    | ETU Challenge Long Distance Triathlon European Championships | Almere         | 09:35:15 | ETU-Europameisterschaft Triathlon Langdistanz im Rahmen der Challenge Almere-Amsterdam       |
| 13. Aug. 2017 | 2    | Challenge Regensburg                                         | Regensburg     | 09:25:50 | hinter Diana Riesler                                                                         |
| 11. Juni 2017 | 2    | Challenge Venice                                             | Venedig        | 09:36:25 | hinter Sofie Goos                                                                            |
| 10. Sep. 2016 | 3    | Challenge Almere-Amsterdam                                   | Almere         | 09:24:48 |                                                                                              |
| 24. Juli 2016 | 2    | ETU Long Distance Triathlon European Championships           | Posen          | 09:06:54 | Vizeeuropameisterin auf der Langdistanz im Rahmen der Challenge Poznan                       |
| 18. Juni 2016 | 1    | CZE Long Distance Triathlon National Championships           | Otrokovice     | 09:18:42 | im Rahmen des Moraviaman mit neuem Streckenrekord                                            |
| 5. Sep. 2015  | 1    | Austria-Triathlon                                            | Podersdorf     | 09:08:31 |                                                                                              |
| 12. Juli 2015 | 9    | Challenge Roth                                               | Roth           | 09:54:52 |                                                                                              |

| Datum/Jahr  | Rang | Wettbewerb        | Austragungsort | Zeit       | Bemerkung |
| ----------- | ---- | ----------------- | -------------- | ---------- | --------- |
| 5. Mai 2012 | 2    | Krušnoman Duatlon | Litvínov       | 04:14:57.2 |           |

(DNF – Did Not Finish)